# 哈得逊 (科罗拉多州)
哈得逊（英語：Hudson），是美国科罗拉多州韦尔德县下属的一座城市。建市于1914年4月2日，面积大约为4.744平方英里（12.288平方公里）。根据2010年美国人口普查，该市有人口2,356人。2011年估计该市有人口2,389人，相比2010年人口增长率为1.40%。同时，论人口该市是科罗拉多州第103大城市。